# Win Percy

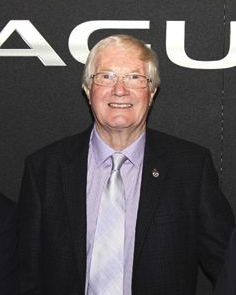
Win Percy 2012

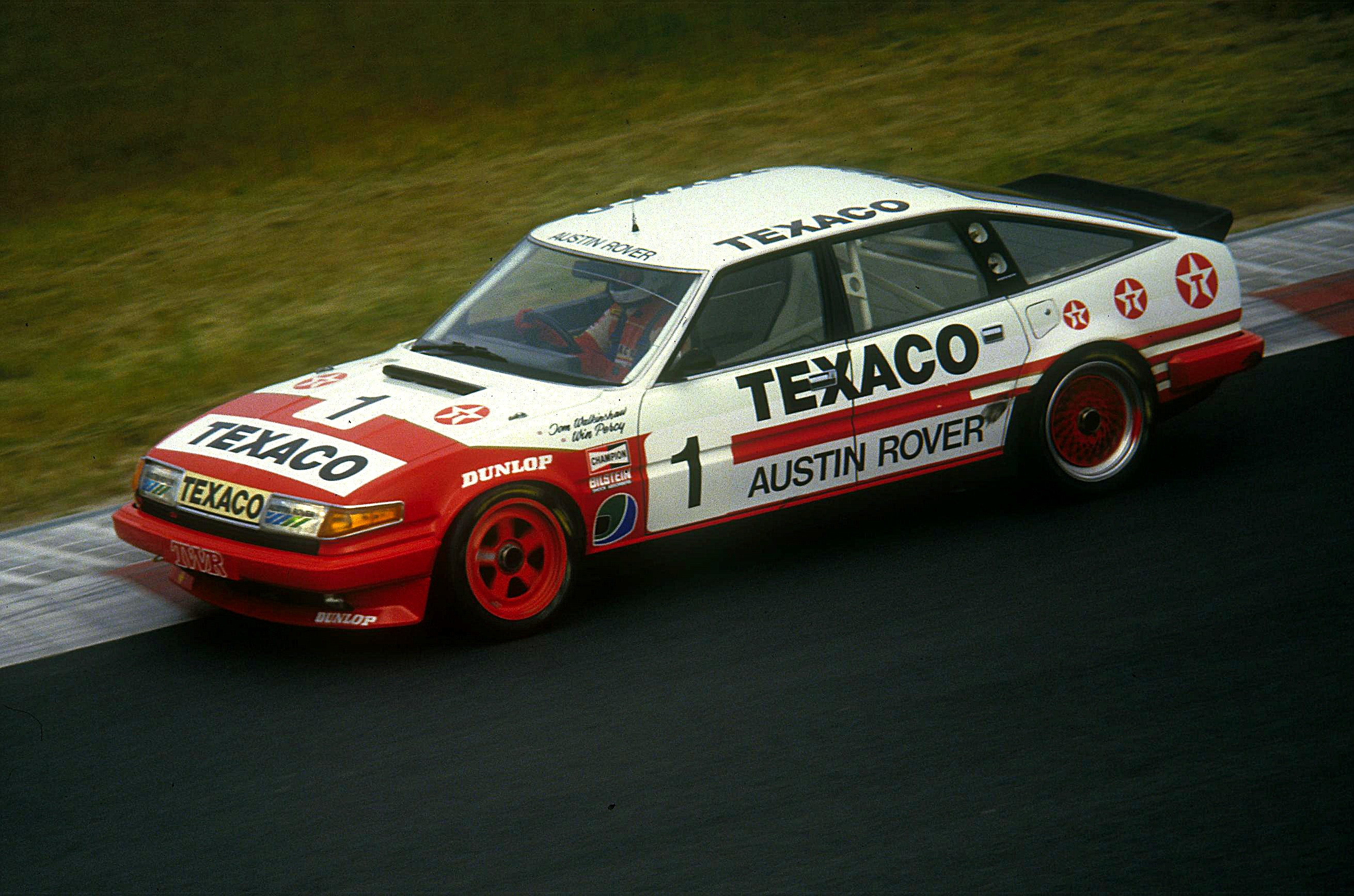
Der Rover Vitesse von Win Percy und Tom Walkinshaw beim 6-Stunden-Rennen auf dem Nürburgring 1985

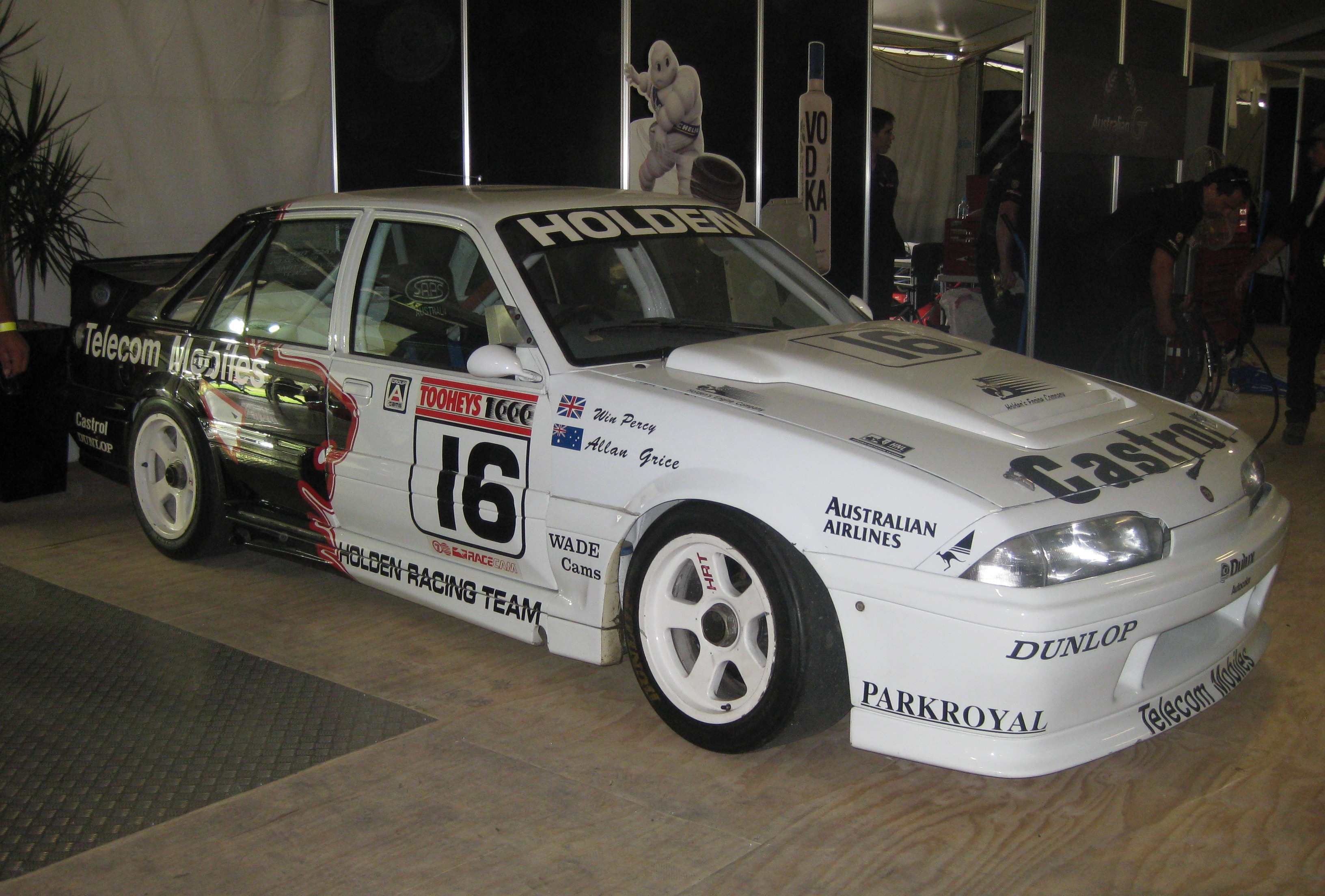
Der Holden Commodore mit der Startnummer 16; Siegerwagen von Win Percy und Allan Grice beim 1000-km-Rennen von Bathurst 1990

Winston Walter Frederick „Win“ Percy (* 28. September 1943 in Tolpuddle) ist ein ehemaliger britischer Automobilrennfahrer und Motorsport-Teammanager.

## Karriere im Motorsport

### Ausbildung und erste Schritte im Motorsport
Percy machte nach der Schulzeit eine Lehre als Automobilmechaniker und begann im Alter von 21 Jahren 1964 in Großbritannien auf einem serienmäßigen Ford Anglia Clubrennen zu fahren. In den Anfangsjahren seine Karriere war Motorsport Hobby und Zeitvertreib am Wochenende. Als er immer mehr Rennen gewann, entschloss er sich Anfang der 1970er-Jahre zu einer professionellen Rennkarriere.

### Tourenwagenrennen
1975 stieg er in die Britische Tourenwagen-Meisterschaft ein und wurde ab dem ersten Jahre zu einem der bestimmenden und prägenden Fahrer dieser Rennserie. 1975 beendete er gleich seine erste Rennsaison als Gesamtzweiter. Zum Einsatz kam dabei ein Toyota Celica GT den die britische Rennmannschaft Samurai Racing with Toyota gemeldet hatte. Percy feierte zehn Klassensiege bei 14 Rennstarts in der Klasse A.
Nach einem weiteren zweiten Rang wechselte er mit Beginn des Jahres 1980 ins Team von Tom Walkinshaw. Die Partnerschaft zwischen dem Rennfahrer und Teamchef Walkinshaw und Percy wurde zu einer der erfolgreichsten im britischen Tourenwagensport. Dreimal in Folge gewann Percy überlegen die Meisterschaft. 1980 und 1981 mit einem Mazda RX-7 für Walkinshaw und 1982 am Steuer eines Toyota Carolla GT, der von Toyota Großbritannien eingesetzt wurde.
1984 kehrte er zu Tom Walkinshaws Rennmannschaft zurück und fuhr fortan in der Tourenwagen-Europameisterschaft. Walkinshaw und Percy bestritten die Rennen mit dem schweren Jaguar XJS mit 6-Liter-V12-Motor. Während Percy nach einigen technischen Problemen zu Saisonanfang nur Siebter in der Meisterschaft wurde, beendete Walkinshaw die Rennserie vor dem dritten TWR-Piloten Hans Heyer als Gesamtsieger. 1985 wechselte das Team von Jaguar zu Einsatzfahrzeugen von Rover. Mit dem Rover Vitesse wurde Percy 1985 Dritter und 1986 Zweiter in der Endwertung der Europameisterschaft.
Auch in Australien war der Brite aktiv. 1990 siegte er gemeinsam mit Allan Grice beim 1000-km-Rennen von Bathurst.

### Sportwagenrennen
Da Tom Walkinshaw in den 1980er- und 1990er-Jahren die Gruppe-C-Einsätze von Jaguar in der Sportwagen-Weltmeisterschaft mit seinem Rennstall betreute und abwickelte kam auch Percy zu einigen Einsätzen bei Sportwagenrennen. 1986 und 1987 ging er für Jaguar beim 24-Stunden-Rennen von Le Mans an den Start; wobei er nach einem Ausfall wegen technischem Defekt 1986 ein Jahr später großes Glück hatte. In der Nacht verunfallte er im Jaguar XJR-8, dessen Cockpit er sich mit Jan Lammers und John Watson teilte, schwer. Nach einem Reifenschaden auf der Ligne Droite des Hunaudières bei über 300 km/h zerschlugen wegfliegende Reifenteile hintere Karosserieteile des Jaguar die daraufhin wegflogen. Als Folge verlor der Wagen die Bodenhaftung und hob ab, dreht sich in der Luft um die eigene Achse und überschlug sich nach dem Aufprall auf der Straße mehrmals. 600 Meter nach dem Beginn des Unfalls kam das Wrack zum Stehen. Bis auf die Fahrerzelle, ohne Türen und Fenster, war der Wagen völlig zerstört. Bis auf ein paar Kratzer auf dem Helm, entstieg Percy diesem Truppenhaufen ohne Verletzungen und Schaden.
Insgesamt war Percy sechsmal in Le Mans am Start; die beste Platzierung war der 14. Rang 1988.

### Teammanager
Nachdem er schon 1990 und 1991 als Teammanager und Fahrer für Holden in der australischen Tourenwagen-Meisterschaft agiert hatte, managte er die Werkseinsätze der Jaguar XJ220 zwischen 1995 und 1997.
Win Percy, verheiratet mit Rosemary, fuhr nach seinem Rückzug vom aktiven Sport in der historischen Gruppe-C-Serie.

## Statistik

### Le-Mans-Ergebnisse
| Jahr | Team                 | Fahrzeug       | Teamkollege    | Teamkollege            | Platzierung | Ausfallgrund     |
| ---- | -------------------- | -------------- | -------------- | ---------------------- | ----------- | ---------------- |
| 1981 | Mazdaspeed           | Mazda RX-7     | Yōjirō Terada  | Hiroshi Fushida        | Ausfall     | Antriebswelle    |
| 1986 | Silk Cut Jaguar      | Jaguar XJR-6   | Hurley Haywood | Gianfranco Brancatelli | Ausfall     | Kupplungsschaden |
| 1987 | Silk Cut Jaguar      | Jaguar XJR8-LM | Jan Lammers    | John Watson            | Ausfall     | Unfall           |
| 1988 | Nissan Motorsports   | Nissan R88C    | Allan Grice    | Mike Wilds             | Rang 14     |                  |
| 1993 | TWR Jaguar Racing    | Jaguar XJ220   | Armin Hahne    | David Leslie           | Ausfall     | Motorschaden     |
| 1995 | PC Automotive Jaguar | Jaguar XJ220   | Bernard Thuner | Olindo Iacobelli       | Ausfall     | Unfall           |